# Kapitan DA
Kapitan DA – polski zespół muzyczny grający muzykę rockową i alternatywną, założony 4 stycznia 2004 roku w Bielsku-Białej przez Garetha Saundersa i Wojciecha Słowiaka, pod nazwą Autopilot. W marcu 2004 do grupy dołączyli Dariusz „Herr Click” Zwadroń oraz Wojciech „Chaplin” Graboń i tak uformował się ostateczny skład zespołu.
Pierwsze nagranie zespołu, to demo z 2005 roku zawierające utwory Easy Street oraz Machines. W lipcu tego samego roku Autopilot podpisał kontrakt z niezależną wytwórnią muzyczną S.P. Records. W marcu 2006 rozpoczęło się nagrywanie materiału na debiutancki krążek zespołu. W kwietniu następuje zmiana nazwy grupy na Polen. Latem 2006 utwór Auto da Fe zostaje zamieszczony na składance „Bez obciachu”, która zawiera piosenki zespołów współpracujących z S.P. Records.
Jesienią zespół znów postanawia zmienić nazwę, tym razem na Kapitan DA i, jak deklarują członkowie grupy, jest to ostatnia zmiana. W listopadzie 2006 pierwsza płyta zespołu, której produkcją zajęli się: (Wojciech Słowiak, Gareth Saunders i Sebastian Witkowski), zostaje ukończona. Krążek pod tytułem Kapitan Da trafia na półki sklepów 15 grudnia 2006 roku. W nagraniach zespołowi towarzyszyli Krzysztof Maciejowski (instr. klawiszowe) i Jarek Hunka (perkusja). Płyta promowana jest singlem Sliding, który zdobywa popularność w stacjach radiowych i telewizji (m.in. powerplay w Antyradiu, rozmowa z zespołem w Teleexpressie 10 stycznia 2007, oraz występ w programie Kuba Wojewódzki).

## Skład
- Gareth Saunders – wokal
- Wojtek Słowiak – gitara/wokal
- Wojtek „Chaplin” Graboń – gitara
- Darek „Herr Click” Zwardoń – gitara basowa

Z zespołem blisko współpracują:
- Krzysztof Maciejowski – instr. klawiszowe
- Jakub Jabłoński – perkusja

## Dyskografia

### Single
1. Sliding (13 grudnia 2006; wersja limitowana)

### Albumy
1. Kapitan Da (15 grudnia 2006)